# Saint-Laurent-de-Belzagot
Saint-Laurent-de-Belzagot és un municipi francès situat al departament del Charente i a la regió de la Nova Aquitània. L'any 2007 tenia 359 habitants.

## Demografia

### Població
El 2007 la població de fet de Saint-Laurent-de-Belzagot era de 359 persones. Hi havia 196 famílies de les quals 116 eren unipersonals (28 homes vivint sols i 88 dones vivint soles), 40 parelles sense fills, 32 parelles amb fills i 8 famílies monoparentals amb fills.
La població ha evolucionat segons el següent gràfic:
Habitants censats

### Habitatges
El 2007 hi havia 219 habitatges, 195 eren l'habitatge principal de la família, 10 eren segones residències i 14 estaven desocupats. 133 eren cases i 6 eren apartaments. Dels 195 habitatges principals, 75 estaven ocupats pels seus propietaris, 112 estaven llogats i ocupats pels llogaters i 8 estaven cedits a títol gratuït; 80 tenien una cambra, 7 en tenien dues, 15 en tenien tres, 38 en tenien quatre i 55 en tenien cinc o més. 163 habitatges disposaven pel capbaix d'una plaça de pàrquing. A 80 habitatges hi havia un automòbil i a 53 n'hi havia dos o més.

### Piràmide de població
La piràmide de població per edats i sexe el 2009 era:
| Homes | Edats   | Dones |
| ----- | ------- | ----- |
| 0     | 95 o +  | 4     |
| 0     | 90 a 94 | 12    |
| 8     | 85 a 89 | 28    |
| 4     | 80 a 84 | 8     |
| 8     | 75 a 79 | 20    |
| 0     | 70 a 74 | 4     |
| 12    | 65 a 69 | 4     |
| 0     | 60 a 64 | 12    |
| 12    | 55 a 59 | 4     |
| 16    | 50 a 54 | 0     |
| 8     | 45 a 49 | 20    |
| 8     | 40 a 44 | 8     |
| 20    | 35 a 39 | 4     |
| 20    | 30 a 34 | 12    |
| 4     | 25 a 29 | 12    |
| 8     | 20 a 24 | 4     |
| 8     | 15 a 19 | 16    |
| 8     | 10 a 14 | 4     |
| 12    | 5 a 9   | 4     |
| 12    | 0 a 4   | 12    |

## Economia
El 2007 la població en edat de treballar era de 182 persones, 131 eren actives i 51 eren inactives. De les 131 persones actives 120 estaven ocupades (61 homes i 59 dones) i 11 estaven aturades (5 homes i 6 dones). De les 51 persones inactives 17 estaven jubilades, 17 estaven estudiant i 17 estaven classificades com a «altres inactius».

### Ingressos
El 2009 a Saint-Laurent-de-Belzagot hi havia 165 unitats fiscals que integraven 320 persones, la mediana anual d'ingressos fiscals per persona era de 15.565 €.

### Activitats econòmiques
Dels 12 establiments que hi havia el 2007, 1 era d'una empresa extractiva, 1 d'una empresa de fabricació d'altres productes industrials, 4 d'empreses de construcció, 2 d'empreses de comerç i reparació d'automòbils, 1 d'una empresa de transport, 1 d'una empresa d'hostatgeria i restauració i 2 d'entitats de l'administració pública.
Dels 6 establiments de servei als particulars que hi havia el 2009, 1 era un taller de reparació d'automòbils i de material agrícola, 1 paleta, 1 fusteria, 2 lampisteries i 1 restaurant.
L'any 2000 a Saint-Laurent-de-Belzagot hi havia 13 explotacions agrícoles que ocupaven un total de 765 hectàrees.

## Poblacions més properes
El següent diagrama mostra les poblacions més properes.